# Лютеранская церковь Святой Троицы (Милуоки)
Лютеранская церковь Святой Троицы (англ. Trinity Evangelical Lutheran Church) — расположена в городе Милуоки, штат Висконсин. Принадлежит общине, входящей в Лютеранскую Церковь Синод Миссури. Здание включено в Национальный реестр исторических мест США, а в 1967 году объявлено достопримечательностью Милуоки.

## Описание
Конгрегация Святой Троицы была основана в 1847 году иммигрантами из Германии. Затем в 1853 году члены общины устроили церковь Святого Стефана для проведения богослужений для членов прихода, проживавших к югу от реки Меномони.
Новое церковное здание было построено в 1878 году по проекту архитектора Фредерика Фельгута в стиле неоготики. Для строительства использовался преимущественно местный кремовый кирпич. Церковь украшают 61-метровый шпиль и узоры из песчаника на фасаде. Как и находящаяся неподалёку церковь Святого Иоанна, данное здание имеет две башни разной высоты.
Внутри находится орган из 1600 труб.
В сентябре 2005 года начато строительство нового церковного офиса и здания для конференций.